# Christoph M. Loos

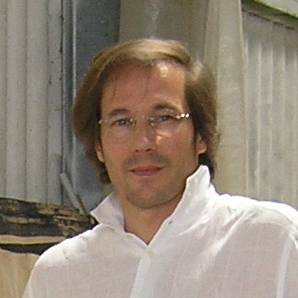
Christoph M. Loos,
Werkgespräch Atelier Grafschaft, 2005

Christoph M. Loos, FRSA (* 1959 in Bad Reichenhall) ist ein deutscher Künstler in den Medien Druckgraphik, Bildhauerei, Zeichnung und Photographie, Kunsttheoretiker und zeitweiliger Hochschullehrer. Mit seinen Holzschnitten, die konsequent konzeptuell und im Grenzbereich zwischen Skulptur und Graphik interpretiert werden, gehört er im deutschsprachigen Raum zu den aktuell bedeutendsten Künstlern der zeitgenössischen Druckgraphik.

## Biographie
Christoph M. Loos wuchs in Bad Reichenhall, Bad Sooden-Allendorf und Bad Wildungen auf. Nach dem Abitur engagierte er sich Anfang der 1980er Jahre zunächst politisch, linken und teils auch anarchistischen Ideen nachgehend, insbesondere in der Sozialistischen Selbsthilfe Köln (SSK). Nach einer Kunsttischlerlehre studierte Loos von 1988 bis 1996 Bildhauerei, Philosophie und Freie Graphik u. a. an der Kunstakademie Düsseldorf. Von 2002 bis 2013 übernahm er verschiedene Lehraufträge und Gast-Professuren, u. a. 2010 an der Accademia di Belle Arti di Brera in Mailand. Von 2004 bis 2007 hatte er an der Hochschule für Gestaltung Offenbach am Main die Dix-Stiftungs-Professur inne. Mit der Arbeit The Palace at 3 a.m. (Ordo Inversus). A Woodcut [Re-] Invention in Resonance with Merleau-Ponty’s ‘Chiasma’, in der er seine eigene Holzschnittmethode medientheoretisch und philosophisch reflektiert, wurde er 2014 an der Manchester School of Art (Manchester Metropolitan University) zum Doctor of Philosophy (Ph.D.) promoviert.
Loos arbeitet in Grafschaft (Rheinland-Pfalz) bei Bonn und in Essen, er hat zwei Söhne und eine Tochter. Sein ältester Sohn schloss 2016 sein Studium der Human, Social and Political Sciences (HSPS) an der University of Cambridge mit Bestnote und Sonderauszeichnung ab.

## Familie
Loos ist der Sohn des Psychosomatikers  Manfred Loos (1920–1975) — zuletzt Chefarzt des Werra-Sanatoriums in Bad Sooden-Allendorf — und Enkel von  Wilhelm Loos (1890–1952). Überdies ist er mit dem Wiener Architekten und Architekturtheoretiker Adolf Loos (1870–1933) verwandt. Seine Urgroßmutter Johanna Ernestine Katz (1863–1952) gehörte als Schülerin von Arnold Böcklin zu den wenigen Kunst studierenden Frauen ihrer Zeit.

## Werk

### Holzschnitte – Objekte, Installationen und Ortsspezifische Installationen

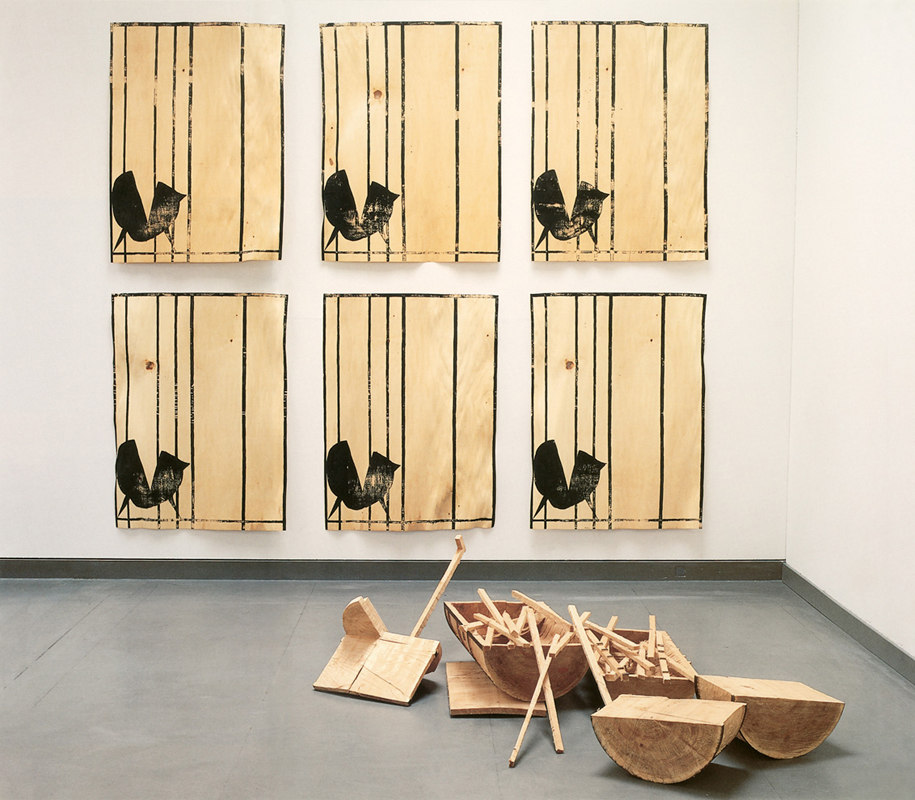
Christoph M. Loos, Zeit aus den Fugen (IV), 1995, Holzschnitt auf Espenblattholz mit Druckstock

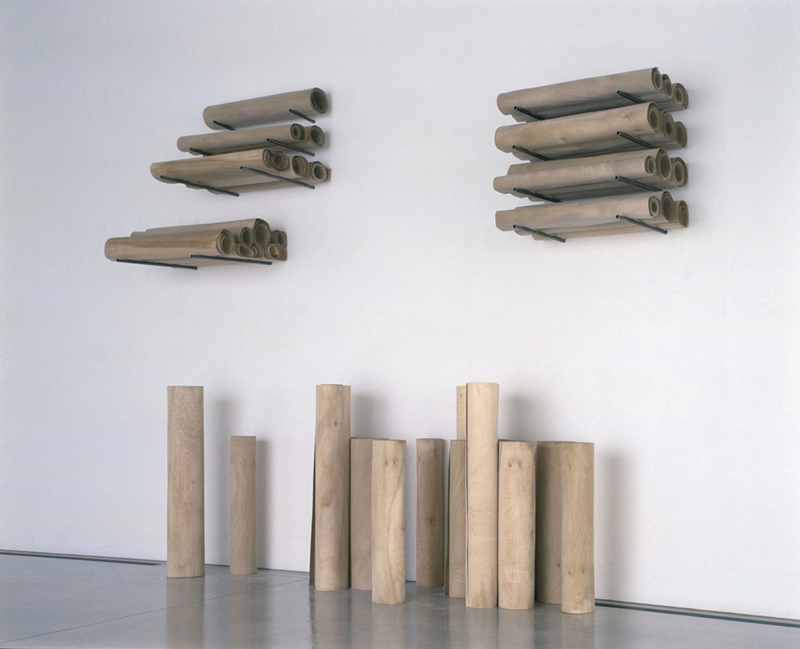
Christoph M. Loos, Codex Dissolutus (III), 2006, Holzschnitt auf Espenblattholz mit Druckstock, Installation ACAC, Japan

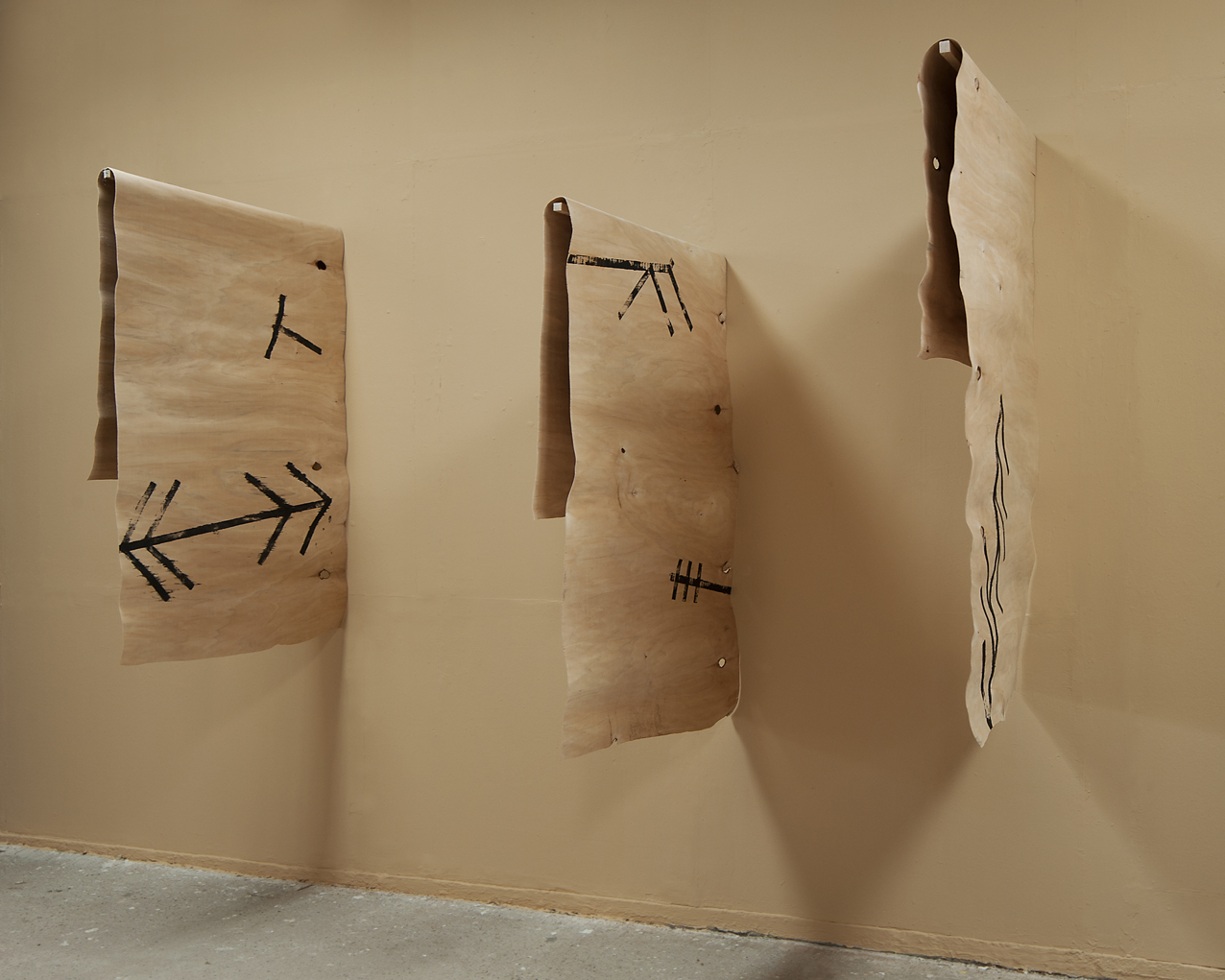
Christoph M. Loos, Algonquin (Chiasma #48), 2013,
Holzschnitt auf Espenblattholz mit Druckstock, Wandfarbe

Christoph M. Loos’ Holzschnitte bzw. Holzschnitt-Installationen wurden seit den 1990er Jahren in Übersichtsausstellungen gezeigt, zuletzt 2015 im Museum Morsbroich Leverkusen. Charakteristisch für seine Arbeit ist eine zugleich sehr sinnliche und konzeptuelle Auffassung seines Mediums, sein Grenzgang zwischen Skulptur und Graphik, was teils zu sehr großangelegten Installationen führt. Überdies charakteristisch ist die konsequente methodische Herangehensweise, Druck und Druckstock stets aus einem Baumstamm mittels Abschälung entstehen zu lassen. 2006 schrieb der japanische Kritiker Goji Hamada:

„Es ist nichts weniger als ein System, wenn Loos einen Baum […] in Blatthölzer […] und zylindrischen Stamm […] trennt und dass dieser Teil des Stammes damit zum Druckstock wird, der auf die Blatthölzer druckt. So entwickelt sich ein System, bei dem aus einem Baum Druckstock und Blatthölzer geboren werden und auf diese Form des Druckstockes Druckfarbe aufgetragen und so ein Holzschnitt hergestellt wird. Hierbei entsteht ein staunenswert ursprünglicher Ausdruck bei der Annäherung an das Werk: Letzten Endes eine Allegorie jener Geschichte, als das erste Mal ein Holzschnitt geboren wurde.“

Laut  Dagmar Preising, der Leiterin der Graphischen Sammlung des Aachener Suermondt-Ludwig-Museums, muss dieses Holzschnittverfahren als „eine hochinteressante und völlig singuläre Position zum Thema Holzschnitt heute“ betrachtet werden. Preising betont überdies die werkinhärente Radikalität:

„Tatsächlich vertritt Christoph M. Loos in seinen Werken eine individuelle und radikal neuartige Position des Holzschnitts. Der Künstler greift die sechs Jahrhunderte alte und in der Kunst nach der frühen Avantgarde nur noch vereinzelt verwendete Technik des Holzschnitts auf und verändert ihre Ausdrucksmöglichkeiten, stellt sie in einen bisher nicht bekannten Zusammenhang. Ganz ungewöhnlich ist die Tatsache, dass der Künstler in seinen Objekten die medialen Gegebenheiten der Hochdrucktechnik selbst reflektiert. Loos verbindet den Druckstock mit dem gedruckten Bild zu einer neuen inhaltlichen Einheit. Diese Synthese umfasst zugleich das Verfahren des Hochdrucks mit dem skulpturalen Werkprozess und ist charakterisiert durch eine Ambivalenz, ein Changieren zwischen den klassischen Kunstgattungen.“

### Skulpturen (im öffentlichen Raum)

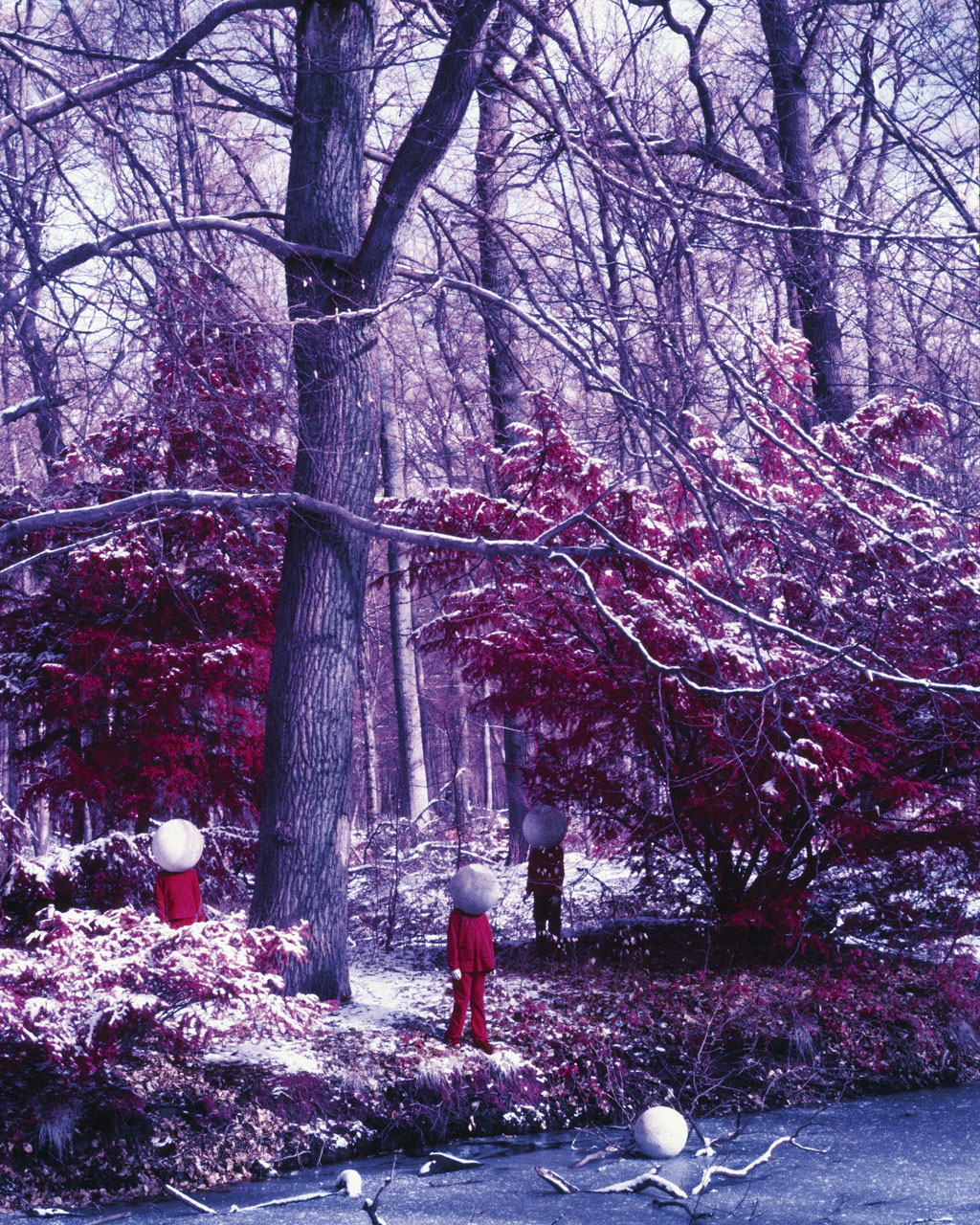
Christoph M. Loos, Von Monden und Pillendrehern #4, 2003, Infrarot-Photographie

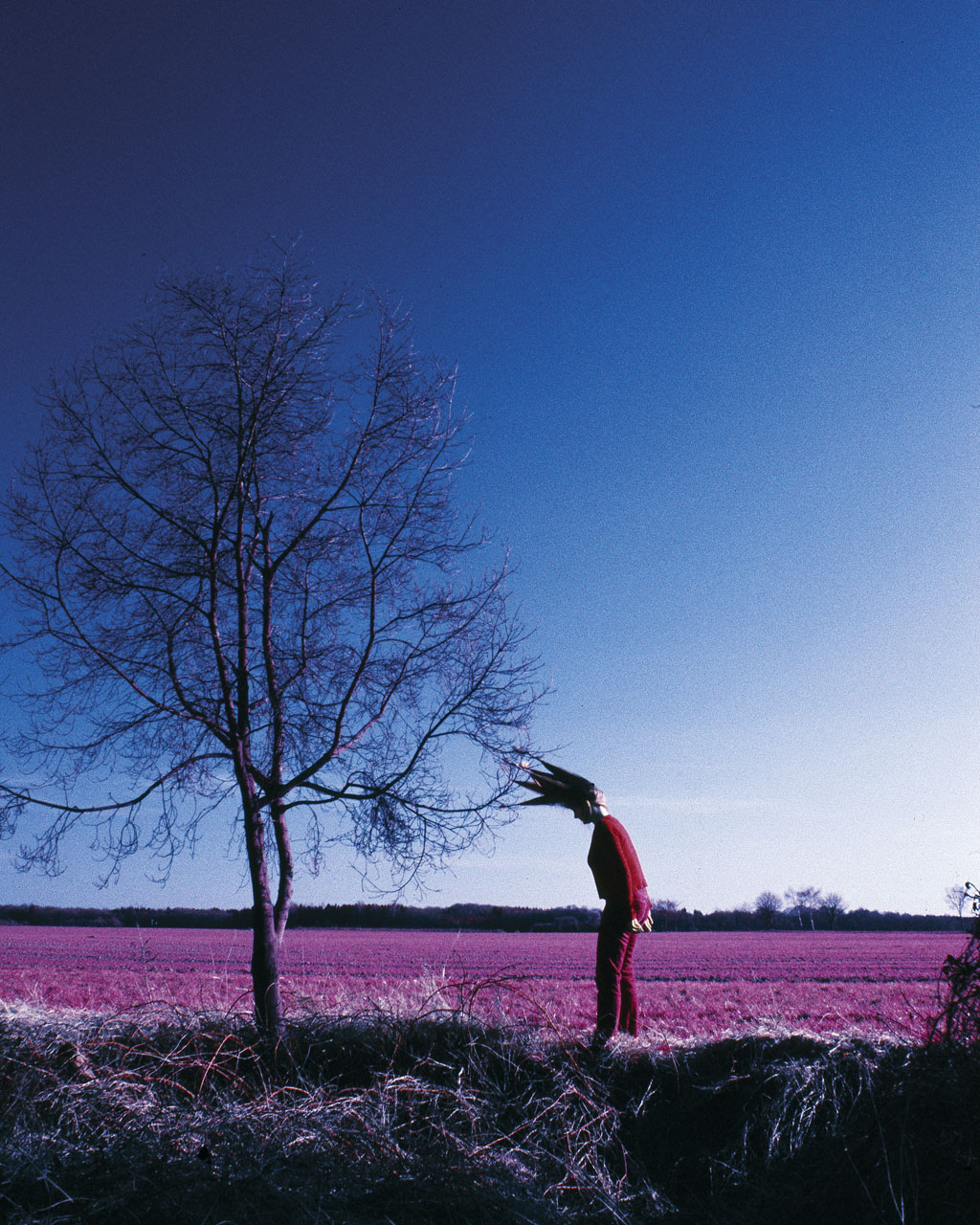
Christoph M. Loos, Absent Presence #5, 2003, Infrarot-Photographie

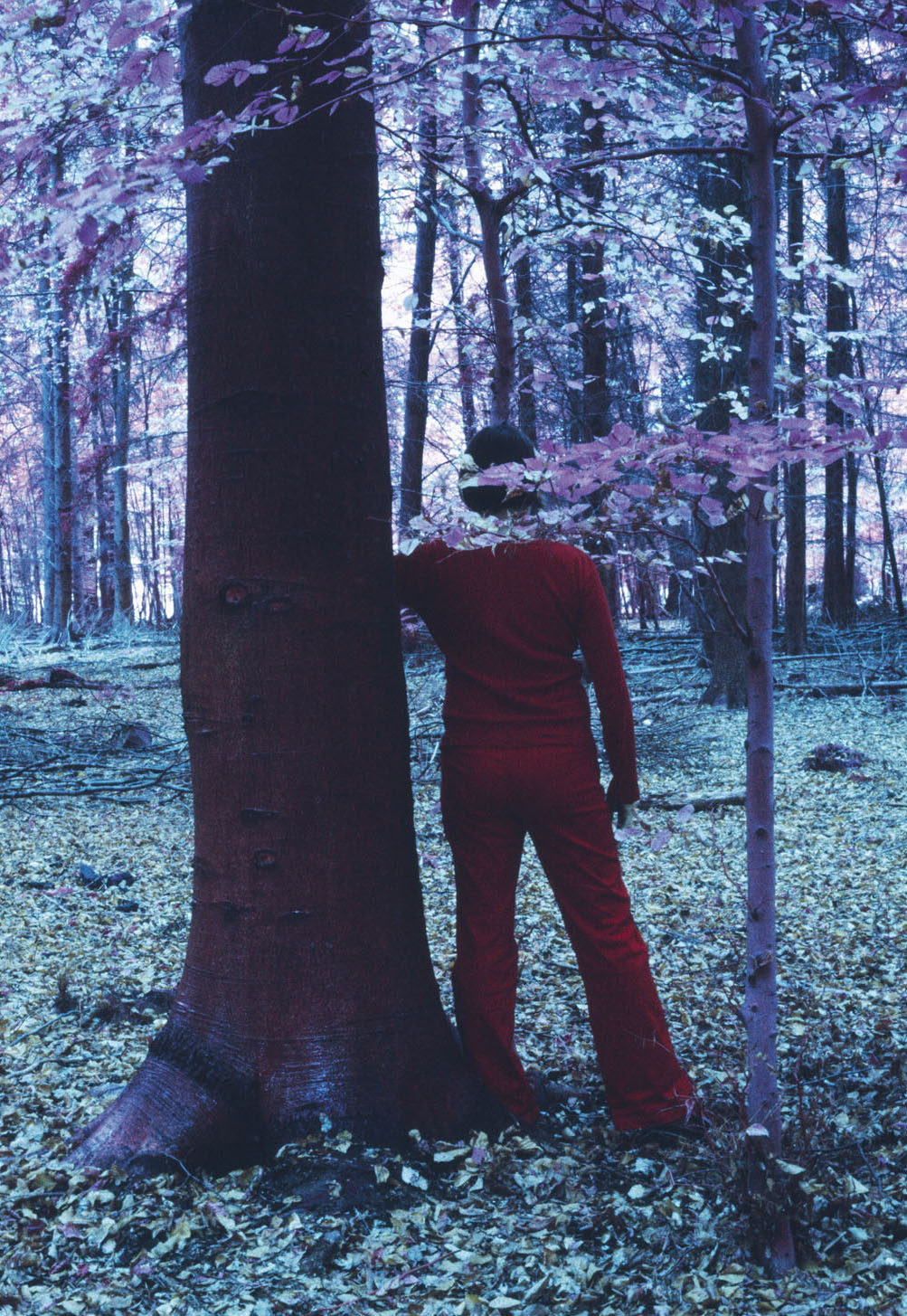
Christoph M. Loos,
Nanna-Paradox #1, 2004, Infrarot-Photographie

Insofern sich sein Werk insgesamt dem Selbstverständnis nach aus der Bildhauerei entwickelt hat, stellen Skulpturen (im öffentlichen Raum) naturgemäß einen wesentlichen Schwerpunkt dar, wenn auch weniger beachtet als die Holzschnitte, was insbesondere für den „Nanna-Paradox“ - Zyklus gilt. Dabei zeichnen sich gerade diese „Foto-Skulpturen“ genannten Bilder durch ihre Eigenwilligkeit aus, sowohl ikonographisch als auch hinsichtlich naturrechtlicher und naturmystischer Fraglichkeiten. Als Ergebnis einer rot- und blautönenden Infrarotfotografie zeigen die mystisch-bewegenden Baumbilder Menschen im Wald mit Masken aus Holz und Kinder mit großen Holzkugeln, die in weiteren Arbeiten in eine aktive Beziehung zu den Bäumen treten bis hin zu einer Einheit, einer Art unio mystica, zwischen Mensch und Pflanzen. Der Kunstkritiker Martin Seidel schrieb 2006 anlässlich einer Einzelausstellung im Landesmuseum Bonn unter dem Titel „Nanna-Paradox. Über Bäume in anderen Zuständen“ im Rahmen einer Rezension, die im „Kunstforum International“ erschienen ist: „Loos bewegt sich irgendwo zwischen antiker Pflanzenmetamorphotik, romantischem Pantheismus und Animismus und den Vorstellungen, die man gemeinhin davon hat und die uns kulturell und künstlerisch überliefert sind. Die Bild- und die dahinter sich auftuende Gedankenwelt sind mitunter durchaus komisch und wohl auch ironisch. […] In ihrer suggestiven begrifflosen Mitteilsamkeit haben die Bilder etwas geradezu Therapeutisches.“

## Mitgliedschaften
Loos ist u. a. Mitglied des Deutschen Künstlerbundes, der Deutschen Gesellschaft für Ästhetik und der Royal Society of Arts (London).

## Ausstellungen (Auswahl)
- 1995 Bonner Kunstverein, „bon direct“
- 1996 Kunstmuseum Bonn, „Hans-Thuar-Preis“ (E)
- 1997 Museum Zwickau, „Querschnitt. Deutscher Holzschnitt heute“
- 1998 Anhaltischer Kunstverein Dessau, „Wärmetod (I)“ (E)
- 1998 Städtische Museen Heilbronn, „Der ausgehöhlte Stamm (Kunst- und Kultobjekte aus Europa, Afrika und Ozeanien)“
- 2000 Kunstmuseum Spendhaus Reutlingen, „ZimZum“ (E)
- 2001 Universitätsmuseum Marburg, „ZimZum“ (E)
- 2001 Kunstmuseum Bochum, „In Holz geschnitten (Dürer, Gauguin, Penck und die anderen)“
- 2003 Aomori Contemporary Art Centre (Japan), „Vernicular Spirit“
- 2003 Verein & Galerie für Original Radierung München, „Romanzen und Matrizen“ (E)
- 2005 Suermondt-Ludwig-Museum Aachen, „Chiasma (II)“ (E)
- 2005 Goethe-Institut Kyoto, „Chiasma (II)“,  (E) (Offizieller Beitrag „Deutschlandjahr in Japan 2005/2006“)
- 2006 Rheinisches LandesMuseum Bonn, „Nanna-Paradox“ (E)
- 2007 Goethe-Institut Dublin, „Nanna-Paradox“ (E)
- 2008 Neue Sächsische Galerie Chemnitz, „Hochdruckzone“
- 2009 Kunstverein Wilhelmshöhe Karlsruhe-Ettlingen, „Aus dem Stamm – Holzskulptur heute“
- 2011 Museum für Druckkunst Leipzig, „Zeitgenössische Positionen im Hochschnitt“
- 2012 Kunstverein Rastatt, „Hetero Topos“ (E)
- 2014 Kunstmuseum Bonn, „Große Geister“
- 2015 Museum Morsbroich Leverkusen, „Lichtsplitter. Holzschnitte aus der Sammlung“
- 2015 Akademie der Bildenden Künste Kattowitz, „Codex Mundi“ (E)
- 2015 National Art Museum of China, „The 6th Beijing International Art Biennale“
- 2016 Landesmuseum Mainz, „Stabat Mater (ad libitum)“ (E)
- 2016 Museum of Modern Art Kairo, „Dissimulatio“ (E)

(E)= Einzelausstellung